# NGC 531
NGC 531 est une galaxie lenticulaire située dans la constellation d'Andromède. Sa vitesse par rapport au fond diffus cosmologique est de 4 930 ± 21 km/s, ce qui correspond à une distance de Hubble de 72,7 ± 5,1 Mpc (∼237 millions d'al). NGC 531 a été découverte par l'astronome irlandais R.J. Mitchell.

## Groupe de NGC 507 et deHCG10

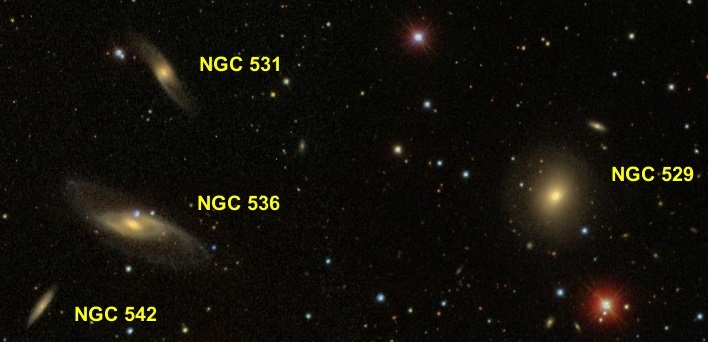
Le groupe compact de Hickson HCG 10.(SDSS)

En compagnie de NGC 529, NGC 536 et de NGC 542, NGC 531 fait partie du groupe compact de Hickson HCG 10. NGC 531 fait aussi partie du groupe de NGC 507. Ce vaste groupe comprend au moins 42 galaxies dont 21 figurent au catalogue NGC et 5 au catalogue IC. Quatre membres de ce groupe sont aussi des galaxies de Markarian. La plus brillante de ces galaxies est NGC 507 et la plus grosse NGC 536.

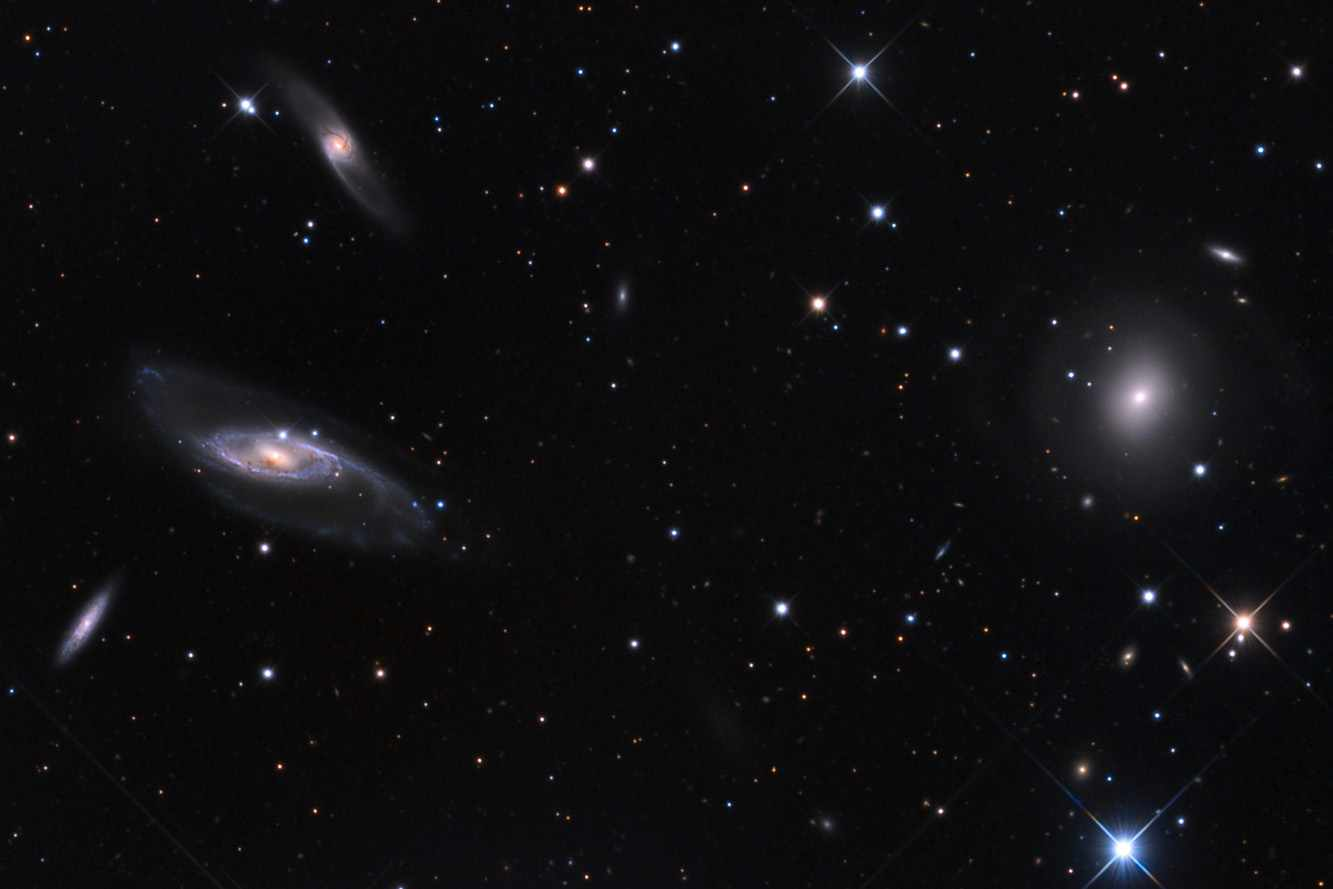
HCG 10 par Adam Block, observatoire du mont Lemmon.